# HOXB6
HOXB6 (англ. Homeobox B6) – білок, який кодується однойменним геном, розташованим у людей на короткому плечі 17-ї хромосоми. Довжина поліпептидного ланцюга білка становить 224 амінокислот, а молекулярна маса — 25 432.
| 10         |  | 20         |  | 30         |  | 40         |  | 50         |
| ---------- |  | ---------- |  | ---------- |  | ---------- |  | ---------- |
| MSSYFVNSTF |  | PVTLASGQES |  | FLGQLPLYSS |  | GYADPLRHYP |  | APYGPGPGQD |
| KGFATSSYYP |  | PAGGGYGRAA |  | PCDYGPAPAF |  | YREKESACAL |  | SGADEQPPFH |
| PEPRKSDCAQ |  | DKSVFGETEE |  | QKCSTPVYPW |  | MQRMNSCNSS |  | SFGPSGRRGR |
| QTYTRYQTLE |  | LEKEFHYNRY |  | LTRRRRIEIA |  | HALCLTERQI |  | KIWFQNRRMK |
| WKKESKLLSA |  | SQLSAEEEEE |  | KQAE       |  |            |  |            |

A: Аланін

C: Цистеїн

D: Аспарагінова кислота

E: Глутамінова кислота

F: Фенілаланін

G: Гліцин

H: Гістидин

I: Ізолейцин

K: Лізин

L: Лейцин

M: Метіонін

N: Аспарагін

P: Пролін

Q: Глутамін

R: Аргінін

S: Серин

T: Треонін

V: Валін

W: Триптофан

Кодований геном білок за функціями належить до білків розвитку, фосфопротеїнів. 
Задіяний у таких біологічних процесах, як транскрипція, регуляція транскрипції, альтернативний сплайсинг. 
Білок має сайт для зв'язування з ДНК. 
Локалізований у ядрі.